# هانك كو
هانك كو (بالإنجليزية: Hank Coe)‏ هو سياسي أمريكي، ولد في 29 أبريل 1946 في كودي في الولايات المتحدة. نشط حزبياً في الحزب الجمهوري. وقد انتخب عضو مجلس ولاية وايومنغ.